# Gerhild Romberger

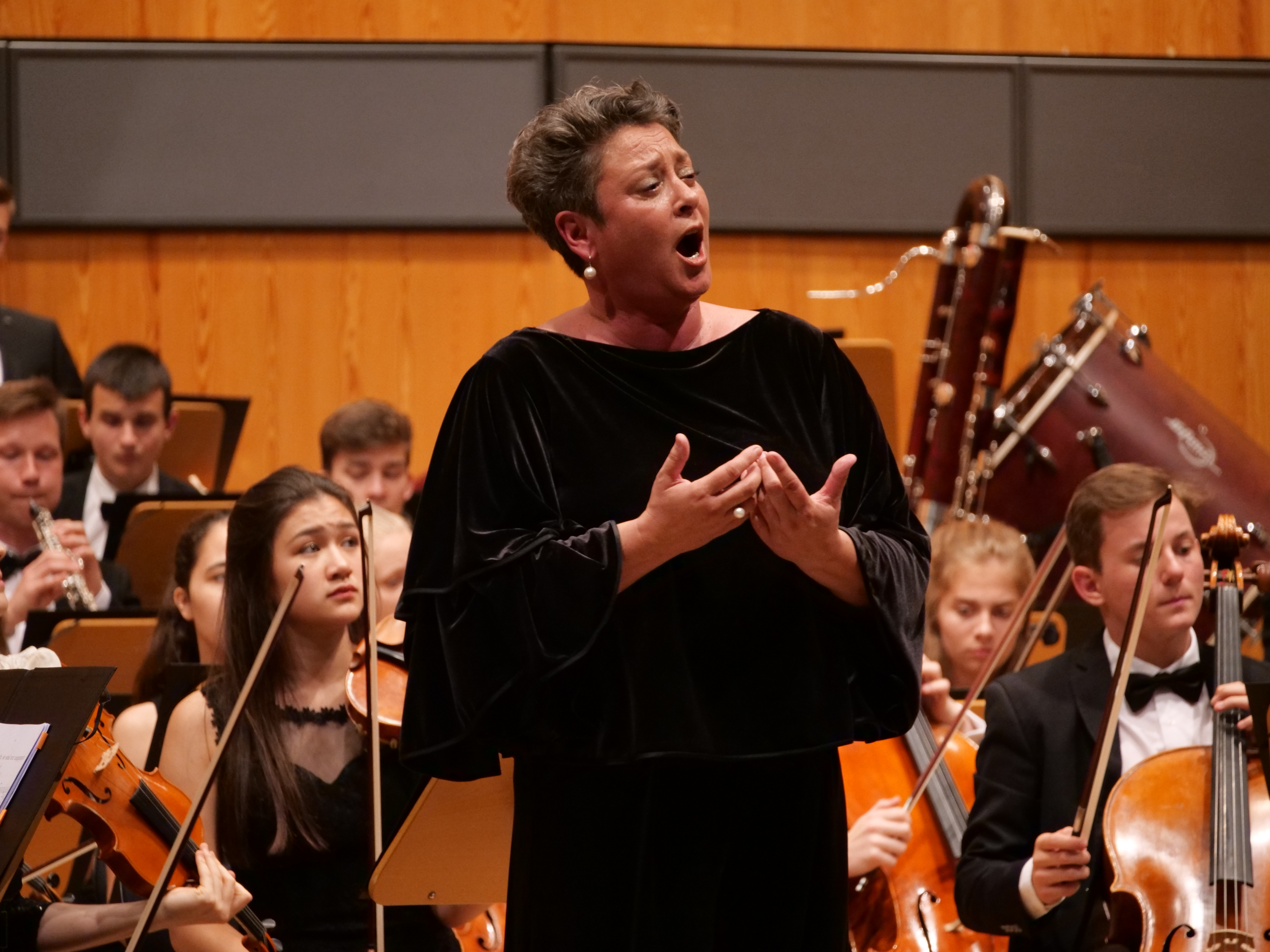
Gerhild Romberger mit dem Bundesjugendorchester im Rahmen der 14. Detmolder Sommerakademie 2018

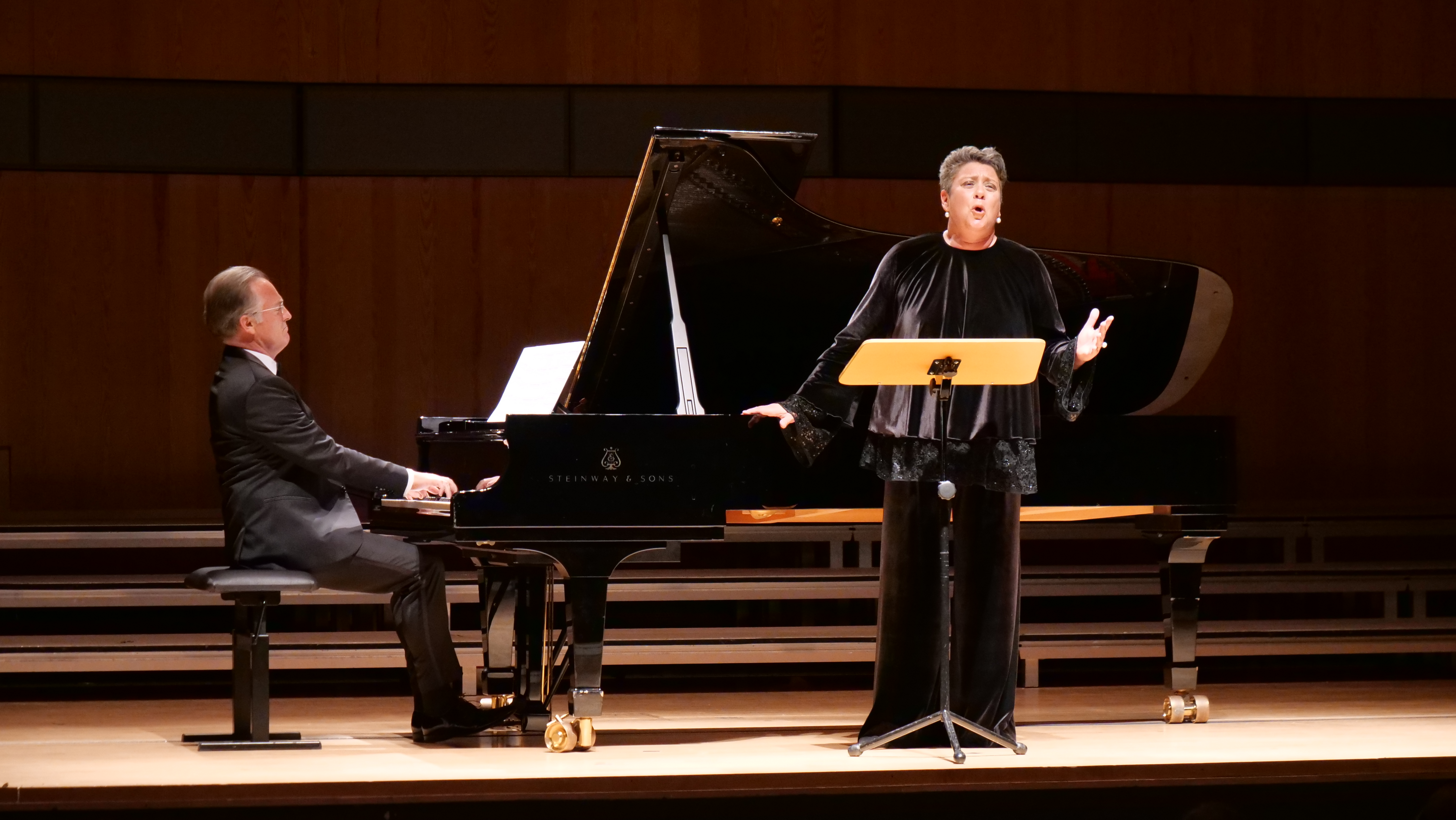
Gerhild Romberger und Alfredo Perl bei einem Benefizkonzert (2018)

Gerhild Romberger (* Sögel/Landkreis Emsland) ist eine deutsche Lied-, Konzert- und Oratoriensängerin in der Stimmlage Mezzosopran und Alt.

## Leben und  Wirken
Gerhild Romberger studierte Schulmusik an der Hochschule für Musik Detmold, gefolgt von einer Gesangsausbildung bei Heiner Eckels. 1990 absolvierte sie die künstlerische Reifeprüfung und 1992 das Konzertexamen. Kurse bei Annie Schoonus, Mitsuko Shirai und Hartmut Höll ergänzten ihr musikalisches Studium.
Den Schwerpunkt ihrer Arbeit bildet eine Konzerttätigkeit im In- und Ausland, u. a. in Südamerika, wo sie Ludwig van Beethovens Missa solemnis sang. Das Repertoire der Künstlerin umfasst große Mezzo- und Altpartien des Lied-, Oratorien- und Konzertgesangs vom Barock über die Klassik und Romantik bis hin zur modernen Musik des 20. Jahrhunderts. Sie arbeitete mit den Dirigenten Enoch zu Guttenberg, Hermann Max, Hans-Christoph Rademann, Christoph Spering, Manfred Honeck, Thomas Neuhoff, Ralf Otto, Teodor Currentzis und Andris Nelsons zusammen. Ihr Gesang ist durch Rundfunkproduktionen sowie CD-Einspielungen dokumentiert.
1993 übernahm sie einen Lehrauftrag im Fach Gesang an der Hochschule für Musik Detmold und ist dort seit 2003 Professorin für Gesang.
Im Jahr 2015 wurde Gerhild Romberger gemeinsam mit Alfredo Perl, Stephan Rügamer und dem Detmolder Kammerorchester mit dem ECHO Klassik in der Kategorie Kammermusikeinspielung des Jahres (Musik des 20./21. Jahrhunderts) ausgezeichnet. Im Juni 2019 sang sie beim Eröffnungskonzert des Rheingau Musik Festivals die Altpartie des Stabat Mater von Antonín Dvořák.